# لجنة المياه المشتركة الإسرائيلية الفلسطينية
اللجنة المشتركة للمياه الإسرائيلية الفلسطينية هي سلطة إسرائيلية فلسطينية مشتركة، أنشئت في عام 1995 بموجب اتفاقية أوسلو الثانية. وتهدف إلى إدارة البنية التحتية المتعلقة بالمياه والصرف الصحي في الضفة الغربية، وخاصة اتخاذ القرارات بشأن صيانة البنية التحتية القائمة والموافقة على المشاريع الجديدة. على الرغم من أنه كان من المقرر في الأصل أن يكون جهازًا مؤقتًا لفترة انتقالية مدتها خمس سنوات، إلا أنه لا يزال موجودًا اعتبارًا من عام 2015.

## التأسيس
تأسست "لجنة المياه المشتركة" الإسرائيلية الفلسطينية في سبتمبر/أيلول 1995 كجزء من اتفاقية أوسلو الثانية. في الأصل، كان من المقرر أن تكون هيئة مؤقتة لفترة انتقالية مدتها خمس سنوات. مهمتها هي الإشراف على مصادر المياه في الضفة الغربية، باستثناء مياه نهر الأردن. اعتبارًا من عام 2014، لا يزال نظام المياه المشترك ساري المفعول.
وتوجد لجنة مياه مشتركة مماثلة بين إسرائيل والأردن منذ عام 1994.

## آلية عمل اللجنة
تضم اللجنة المشتركة للمياه عددًا متساويًا من الممثلين من كلا الجانبين. وبموجب اتفاق أوسلو الثاني، يتعين التوصل إلى جميع قرارات اللجنة المشتركة للمياه بالإجماع، وهو ما يعني أن كل جانب يتمتع بحق النقض (الفيتو). وخلص أندرس ياجيرسكوج إلى أن عدم التوازن في القوة بين الطرفين يمنح إسرائيل فعليا اليد العليا في القرارات المتعلقة بتنفيذ الاتفاقيات. وفي حين تقوم اللجنة بمراجعة الجوانب الفنية للمشاريع الجديدة، فإن الأبعاد السياسية تخضع لقرارات الحكومتين الإسرائيلية والفلسطينية.

في عام 2009، انتقدت منظمة العفو الدولية إنشاء لجنة المياه المشتركة لأنها 
"لم تفعل سوى إضفاء الطابع المؤسسي على نظام التمييز الجوهري للسيطرة الإسرائيلية على الموارد الفلسطينية والذي كان موجوداً بالفعل منذ احتلال إسرائيل للأراضي الفلسطينية المحتلة قبل ثلاثة عقود من الزمان"".
يجب على الفلسطينيين الحصول على موافقة لجنة المياه المشتركة لأي مشروع يتضمن استخراج المياه من الحوض الجبلي ولجميع المشاريع الأخرى المتعلقة بالمياه في المنطقة (ج) (60% من الضفة الغربية)". ويؤثر هذا أيضًا على المنطقتين (أ) و(ب)، اللتين توجدان كجيوب داخل المنطقة (ج). ولا تحدد السلطات الإسرائيلية كمية المياه التي يُسمح للفلسطينيين باستخراجها من الحوض الجوفي الجبلي فحسب، بل تتحكم أيضًا حتى في الكميات الصغيرة من مياه الأمطار التي يجمعها القرويون الفلسطينيون. وعلى النقيض من ذلك، لا تملك السلطة الفلسطينية أي سلطة أو وسيلة لمراقبة، ناهيك عن الحد من، كمية المياه التي تستخرجها إسرائيل من الحوض الجوفي الجبلي في الضفة الغربية أو داخل إسرائيل.

وأشار البنك الدولي إلى:
"ولم تقم اللجنة المشتركة للمياه بدورها في توفير إطار حوكمة تعاوني فعال لإدارة الموارد والاستثمار المشترك... لا تعمل اللجنة المشتركة للمياه كمؤسسة "مشتركة" لإدارة موارد المياه بسبب عدم التوازن الأساسي - في القوة، والقدرة، والمعلومات، والمصالح - الذي يمنع تطوير نهج توافقي لحل النزاعات المتعلقة بإدارة المياه".
قال أحد المراقبين من أحد المانحين الدوليين الرئيسيين، والذي حضر اجتماعات اللجنة المشتركة للمياه، إن اللجنة كانت في الممارسة العملية في أيدي الممثلين الإسرائيليين بالكامل تقريباً. وقال إن 
"التفاعل بين الجانبين خلال اللقاءات". تمرين في الخضوع والإذلال".
وبحسب سلطة المياه الفلسطينية، رفضت إسرائيل أو عرقلت عشرات الطلبات الفلسطينية لتنفيذ مشاريع المياه، أو وافقت عليها فقط بعد تأخيرات طويلة. والعديد من المشاريع المقترحة لم يتم تقديمها حتى إلى اللجنة من قبل سلطة المياه الفلسطينية، لأنها كانت على يقين من أن الجانب الإسرائيلي لن يوافق عليها بأي شكل من الأشكال كما فعلت في المحاولات السابقة الفاشلة. في حين تسيطر السلطات الإسرائيلية على الأنشطة الفلسطينية وتجبرها على الالتزام بأوامرها، فإن السلطة الفلسطينية لا تملك أي سلطة أو وسيلة لمراقبة كمية المياه التي يستخرجها الإسرائيليون، بما في ذلك المستوطنات الإسرائيلية في الضفة الغربية. ويسيطر الإسرائيليون أيضًا على كميات مياه الأمطار التي يجمعها سكان القرى الفلسطينية. وبحسب سلطة المياه الفلسطينية، فإن الجيش الإسرائيلي يقوم في أغلب الأحيان بتدمير صهاريج المياه الفلسطينية الصغيرة وآبار جمع مياه الأمطار السطحية.
انتقدت منظمة الهيدرولوجيين الفلسطينيين غير الحكومية إسرائيل بسبب ممارستها عملياً حق النقض ضد أي مشروع فلسطيني، في حين تنفذ جميع المشاريع الإسرائيلية بالقوة العسكرية، دون موافقة لجنة المياه المشتركة. وبحسب مجموعة الفلسطينيين الفلسطينيين، كانت اللجنة المشتركة للمياه قادرة على العمل بشكل سليم في السنوات الأولى من الاتفاق المؤقت، ولكنها أصبحت غير قادرة على العمل بشكل جيد للغاية بعد فترة وجيزة من الفترة المؤقتة التي استمرت خمس سنوات ومع بداية الانتفاضة الثانية.

### دراسة عام 2013
وفي دراسة شاملة أجراها الباحث البريطاني جان سيلبي عام 2013، تم تحليل عمل لجنة المياه المشتركة خلال الفترة 1995-2008. ويشير سيلبي إلى أنه في السنوات التي تمت دراستها، وافقت سلطة المياه الفلسطينية على جميع الطلبات الإسرائيلية لإنشاء مرافق جديدة لإمدادات المياه للمستوطنات في الضفة الغربية، بينما اعترضت إسرائيل على كل طلب من فلسطين لإنشاء آبار جديدة باستخدام الحوض الغربي من حوض الجبل، وأخرت الموافقة على طلبات أخرى لمدة تصل إلى ثماني سنوات، وخلصت إلى أن "التعاون" الإسرائيلي الفلسطيني في مجال المياه - في شكل لجنة مياه مشتركة - كان مرتبطًا بتفاقم أزمة إمدادات المياه الفلسطينية بشكل كبير"، وخلصت إلى أن إسرائيل تستخدمها كأداة للسيطرة وتمثل أول دليل "على أن السلطة الفلسطينية تمنح موافقتها الرسمية على أجزاء من برنامج التوسع الاستيطاني الإسرائيلي".

## أمثلة على العرقلة الإسرائيلية
إن موافقة لجنة المياه المشتركة على المشاريع لا تضمن تنفيذها. وبمجرد الحصول على الموافقة، يتعين بعد ذلك الحصول على تصاريح إضافية من الجيش الإسرائيلي قبل البدء بأي عمل في المنطقة (ج) من الضفة الغربية. إن الحصول على مثل هذه التصاريح يستلزم عملية بيروقراطية طويلة وممتدة. يتم رفض العديد من الطلبات، والبعض الآخر يخضع لتأخيرات طويلة. يمكن أن تتعرض الأعمال، بما في ذلك تركيب أو إصلاح شبكات المياه وأنابيب الإمداد، للحظر أو الانقطاع لفترات طويلة للسبب المذكور "لاعتبارات أمنية".
أجرت منظمة العفو الدولية تحقيقا حول تنفيذ مشروع حفر آبار في منطقة حزما (شمال شرق القدس). ومع الاستيلاء على جزء كبير من أراضي قرية حزما لصالح المستوطنات الإسرائيلية، فقدت القرية القدرة على الوصول إلى ينابيعها وموارد المياه الأخرى. وفي عام 2000 تم طلب الموافقة على حفر بئرين، ووافقت عليها اللجنة المشتركة للمياه في أبريل/نيسان 2001. وبعد الحصول على موافقة إضافية من اللجنة الفنية المشتركة، تم إرسالها إلى وزارة الدفاع الإسرائيلية للموافقة عليها. ولم يوافق جيش الاحتلال الإسرائيلي على إجراء عمليات الحفر في الأماكن المخصصة لها. وفي ديسمبر/كانون الأول 2004، طلبت السلطات الإسرائيلية تحديد مواقع جديدة. وبعد ذلك بدأ جيش الاحتلال الإسرائيلي بالتخطيط لمسار جدار الفصل حول القدس. في عام 2008، طلبت الإدارة المدنية مواقع جديدة؛ وتم رفض الآبار لأنها كانت ستقع داخل الجدار المخطط له. ويعتمد السكان بشكل كامل على المياه التي تبيعها شركة المياه الوطنية الإسرائيلية ميكوروت.
تمت الموافقة على حفر بئر جديد في روجيب من قبل شركة المياه المشتركة وكذلك جيش الاحتلال الإسرائيلي وهو قيد الإنشاء منذ عام 2003. وبعد فوز حماس في الانتخابات البلدية، توقف التمويل مؤقتا. وعندما اقتربت أعمال حفر البئر من الانتهاء في عام 2008، أمرت قوات الاحتلال الإسرائيلية بإيقاف العمل ونقله مسافة 25 متراً إلى موقع مستحيل.
تمت الموافقة على بناء محطة معالجة مياه الصرف الصحي في سلفيت في أوائل عام 1997 من قبل لجنة المياه المشتركة والجيش الإسرائيلي، ولكن صدر أمر بوقف البناء في عام 1998، لأنه في هذا الموقع سوف يعيق التوسع المقصود لمستوطنة أرييل القريبة. وفي عام 2001، دفعت إسرائيل للمانحين الألمان جزءاً بسيطاً من الأضرار المالية كتعويض. في عام 2007، اقترح جيش الاحتلال الإسرائيلي نقل النفايات من المستوطنات إلى إسرائيل. إن إنشاء محطة معالجة فلسطينية من شأنه أن "يخلق مخاطر بيئية إضافية ويضر بالمناظر الطبيعية"، ولذلك اقترح الجيش معالجة مياه الصرف الصحي الفلسطينية أيضًا في إسرائيل. ورفضت سلطة المياه الفلسطينية هذا الاقتراح، لأنها ستضطر إلى دفع تكاليف المعالجة وفقدان المياه المعاد تدويرها. ومع ذلك، واصلت شركة أرييل تصريف مياه الصرف الصحي غير المعالجة في المناطق المجاورة.

## البيانات
وقد انتقدت نانسي موراي، المديرة السابقة للتعليم في اتحاد الحريات المدنية في ماساتشوستس، والمؤسسة المشاركة لمؤسسة غزة للصحة العقلية وعضو التحالف من أجل العدالة المائية في فلسطين، إسرائيل بسبب استخدامها حق النقض عملياً ضد أي مشروع فلسطيني في هذه اللجنة.

## روابط خارجية
- سلطة المياه الفلسطينية
- الاحتفال بالتعاون في مجال المياه: من البحر الأحمر إلى البحر الميت. هلال الفر، الجزيرة، 24 يناير 2014
- فضيحة "ووترجيت" الإسرائيلية: الحقائق حول المياه الفلسطينية. أميرة هاس، هآرتس، 16 فبراير 2014